# Хаханов, Александр Фёдорович
Алекса́ндр Фёдорович Хаханов (1906, Российская империя — не ранее 1948, РСФСР) — советский политический и общественный деятель, председатель исполкома Муромского Совета народных депутатов (1947—1948), ранее — председатель исполкома Ковровского Совета народных депутатов (1941—1947).

## Биография
Родился в 1906 году в многодетной (9 детей) семье. Из-за малообеспеченности родителей, с 1917 года начал трудовую деятельность на Новкинском военно-промышленном заводе фабриканта Дербенева (переименован в 1923 году в «чугунно-литейный завод имени Малеева и Кангина»), где освоил специальность литейщика.
С 1928 года служил в Красной Армии, а по возвращении устроился шлифовальщиком на киржачский завод.
В 1930 году вступил в РКП(б). В 1933 году окончил вечернее отделение Комвуза и начал работу в культпропе ковровского райкома партии, затем уполномоченным облрадиокомитета. В 1934 году осуществлял подавление саботажа в Тынцовский сельсовете. С 1936 года вновь работал в аппарате райкома партии.
В 1938 году выдвинут на работу заведующим отделом партийной пропаганды и агитации горкома партии, а в 1939 году на 1-й горпартконференции избирают членом пленума горкома (на заседании пленума избран секретарём горкома партии по пропаганде — ответственным за внедрение изучения «Краткого курса истории ВКП(б)» и связанных с этим вопросах).
11 марта 1940 года по окончании 2-й горпартконференции, на пленуме ГК ВКП(б) избран 3-м секретарём горкома и членом бюро ГК ВКП(б).
1 сентября 1941 года утверждён председателем исполкома Ковровского Совета народных депутатов.
С 1947 по 1948 год был председателем исполкома Муромского Совета народных депутатов.
Дата и место смерти неизвестны.